# Lago Distelsee
O Lago Distelsee é um lago alpino localizado no cantão de Valais, na Suíça.
Este lago está localizado a uma altitude de 2587 m, abaixo de Brudelhorn e apresenta uma superfície de 4,8 ha.